# 長浜あざいあっぱれ祭り
長浜あざいあっぱれ祭り（ながはまあざいあっぱれまつり）は、滋賀県長浜市のあざい文化スポーツ公園を舞台に、毎年９月の第一土曜日に開催されるよさこい祭りスタイルの踊りのお祭りである。あっぱれ祭り組織委員会（浅井商工会内）が主催。

## 歴史
2000年（平成12年）から東浅井郡浅井町で実施されてきた。2006年（平成18年）2月13日に浅井町が長浜市と合併したため、2006年に開催された祭りは、長浜市の神照運動公園と浅井文化スポーツ公園を会場として行われ、参加チームは30チームを超えた。